# Distretto di Yura
Il distretto di Yura è un distretto del Perù nella provincia di Arequipa (regione di Arequipa) con 16.020 abitanti al censimento 2007 dei quali 14.781 urbani e 1.239 rurali.
È stato istituito fin dall'indipendenza del Perù.